# Groszyk
Groszyk (greszel, niem. Gröschel, Gröschelein) –
- niemiecka moneta wprowadzona w 1524 r. jako ¼ grosza, w 1559 r. określona jako 1/84 talara, na Śląsku pojawiła się na początku XVII w. jako równowartość 3 halerzy lub ¼ grosza śląskiego,
- na Rusi Czerwonej mianem grossiculi (małymi groszami) określano miejscowe monety półgroszowe.